# Víctor Díaz Suárez
Víctor Díaz Suárez (León, 29 de marzo de 1991) es un jugador español de fútbol que actualmente juega en el Real Avilés Industrial C. F. de la Segunda Federación. Su demarcación habitual es la de centrocampista o en defensa lateral izquierdo.

## Trayectoria
El leonés debutó en 2ªB con el equipo de su ciudad natal sin haber cumplido aún la mayoría de edad. A los 19 años, y tras haber sido una de las perlas de la cantera de la Cultural, hizo las maletas para marcharse hasta La Coruña y unirse a las filas del filial del Deportivo, donde jugó durante dos temporadas, antes de regresar en 2013 a la Cultural Leonesa. 
En las filas de la Cultural Leonesa jugaría durante seis temporadas en las que participó casi en 200 partidos en la categoría de bronce y casi una treintena en Segunda División A.
En julio de 2019, el lateral rescinde el contrato con el club leonés y acepta la oferta del UCAM Murcia Club de Fútbol para la temporada 2019/20.
El 12 de agosto de 2022, firma por el Atlético Sanluqueño C. F. de la Segunda Federación. Esa misma temporada lograron ascender a Primera Federación. Tras finalizar su contrato el 30 de junio de 2024, el club verdiblanco anuncia que el jugador no continuará militando en la entidad para la siguiente campaña.
Pocos días después, el 9 de julio de 2024, el Real Avilés de la Segunda Federación, comunica su fichaje por una temporada con opción a otra.

## Clubes
| Club                      | País   | Temporadas |
| ------------------------- | ------ | ---------- |
| Cultural y Dep. Leonesa   | España | 2009-2011  |
| R. C. Deportivo "B"       | España | 2011-2013  |
| Cultural y Dep. Leonesa   | España | 2013-2019  |
| UCAM Murcia C. F.         | España | 2019-2022  |
| Atlético Sanluqueño C. F. | España | 2022-2024  |
| Real Avilés I. C. F.      | España | 2024-      |